# 駒田忍人
駒田 忍人（こまだ の おしひと）は、飛鳥時代の人物。旧仮名遣いでの読みは「こまだのおしひと」で同じ。姓は勝。672年の壬申の乱で、都を脱出した大津皇子に同行した。

## 経歴
駒田氏がどんな氏族であったかは不明である。壬申の乱の勃発時、忍人は近江大津宮がある大津にいたらしい。大海人皇子が挙兵したとき、その子・高市皇子と大津皇子は敵の本拠である大津を脱し、二手に分かれて父のあとを追った。大津皇子の一行は25日深夜に伊勢国の鈴鹿関に到達し、翌朝朝明郡の迹太川の辺で合流を果たした。駒田忍人はこの一行の中にいた。ともに朝明郡に辿り着いたのは、大分恵尺、難波三綱、山辺安摩呂、小墾田猪手、埿部眡枳、大分稚臣、根金身、漆部友背であった。この後の内戦で駒田忍人が果たした活動については記録がない。